# Château de Viescamp
Le château de Viescamp est un château fortifié située dans la vallée de l'Authre, sur un éperon dominant le lac de Saint-Étienne-Cantalès sur la commune de Lacapelle-Viescamp dans le Cantal.
Il fait l’objet d’une inscription au titre des monuments historiques depuis le 25 novembre 1994.

## Description

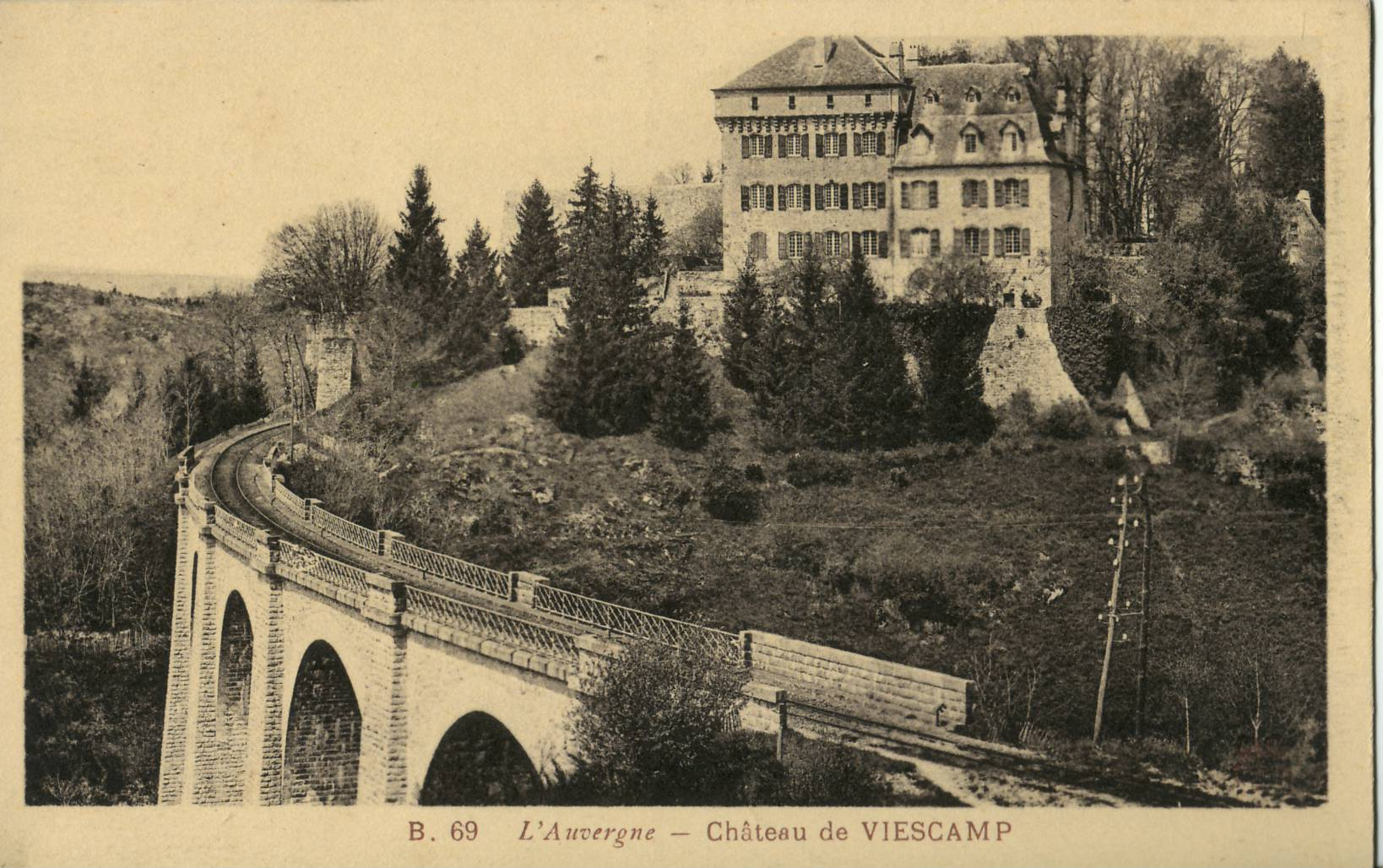
Le Château au début du XXe siècle, longé par la ligne de Figeac à Arvant.

Le château comporte un donjon carré médiéval (du  XVe siècle avec des mâchicoulis et des créneaux sur des bases du  XIIIe siècle). Il a été agrandi au XVIIIe siècle par l'adjonction d'un important corps de logis avec un comble Mansart.
Certains décors intérieurs sont de style troubadour de la fin du XIXe siècle.

## Histoire
En 1220, tandis que le seigneur suzerain est Astorg VI d'Orlhac, seigneur de Montal, de Conros, fils d'autre Astorg et de Marie de Carlat, fille d'Henri de Bénavent, la seigneurie était tenue par une autre famille:

### Famille Gaucelin
En effet, à cette date de 1220, Astorg VI d'Orlhac saisit le château de Viescamp qu'habitait :
- Guillaume de Gosselin, puis lui rend sous foi et hommage.
- En 1283, Bernard de Viescamps, chevalier, fils de Guillaume Gaucelin, donne au roi la moitié d'un affar qu'il possède et ne tient de personne[2] sur la paroisse de Saint-Paul-des-Landes, afin d'y établir une ville franche. La donation est acceptée par Jacques Lemoine, bailli des Montagnes.

Cette famille reste seigneur de Viescam jusqu'à ce qu'elle achète le fief de Comblat en 1343 et s'y s'établisse. La seigneurie passe ensuite dans la maison de Parlan vers 1350.

### Famille de Parlan
- Georges de Parlan
- Antonie de Parlan, dite Mademoiselle de Viescamp, fille de Georges de Miers, seigneur de Parlan, l'apporte en 1599 par son mariage avec :
- Jean de Lavalette, fils de Bérenger et de Catherine de Castelnau. C'est sans doute lui qui a fait construire le premier château.

Leur fils leur succède :

### Famille de La Panouse
La famille de Lapanouse est originaire du Rouergue.
- Jean de La Panouse, seigneur de Viescamp, de Pers, épouse Catherine d'Albret, dont au moins deux fils :
- Isabeau de La Panouse, l'apporte vers 1500 par son mariage avec Pierre de La Panouse (°1482), fils de Jean, seigneur de Loupiac (1449-1505), et d'Isabelle de Marcenac. Leur fils leur succède :

### Retour à la famille de La Valette-Parisot
- Pierre de La Valette épouse en 1641 Rose de Pestels, fille de Jean, seigneur de Merle et de Marguerite de Tournemire. Leur fis leur succède :
- Louis de La Valette, marié avec Françoise Bonhoure, dont une seule fille :
- Marianne Valette (°1728) l'apporte en 1753 par son mariage avec Théodore de Lasserre.

### Seconde Guerre mondiale
Le château ayant été réquisitionné a dû être restauré en 1944.